# Polystoechotites falcatus
Polystoechotites falcatus  (лат.) — ископаемый вид сетчатокрылых насекомых рода Polystoechotites  из семейства Ithonidae (ранее в Polystoechotidae). Обнаружен в эоценовых отложениях США (Republic, Klondike Mountain Formation, Okanagan Highlands, штат Вашингтон, США, около 50 млн лет).
Размер заднего крыла — 42,5×15,0 мм.
Вид Polystoechotites falcatus был впервые описан в 2006 году американским палеоэнтомологом С. Б. Арчибальдом (S. B. Archibald; Department of Organismic and Evolutionary Biology, Harvard University, Museum of Comparative Zoology, Cambridge, США) и российским энтомологом В. Н. Макаркиным (Биолого-почвенный институт ДВО РАН, Владивосток, Россия) вместе с таксонами Palaeopsychops quadratus, Palaeopsychops setosus, Palaeopsychops marringerae, Palaeopsychops timmi, Polystoechotites barksdalae, и другими новыми ископаемыми видами. 
Таксон Polystoechotites falcatus включён в состав рода Polystoechotites. Сестринские таксоны: P. lewisi, P. barksdalae, P. piperatus.